# 甲府記念日ホテル
甲府記念日ホテル（こうふきねんびホテル）は、山梨県甲府市の信玄の湯 湯村温泉で営業するホテル。
2019年3月までは、国際興業が展開する富士屋ホテルチェーンのひとつ、「甲府富士屋ホテル」として営業していた。

## 概要

### 施設
1989年10月開業。高さ60m・15階建と開業時は山梨県内で最も高い建物で、1994年にアピオ甲府タワー館（現・甲府セレス）に抜かれはしたが、ホテルとしては現在も県下最高層を維持している。建物は当初、国際興業グループが所有し、富士屋ホテルチェーンが委託されホテルを運営していた。
館内は和洋室の客室のほかにレストラン、結婚式場、美容室、写真館、茶室等を併設している。近年では宴会場の一部を撤去し、かわりにチャペルを建設するなどブライダル関連に力を入れ、婚礼が甲府富士屋ホテルにおける年間総売上高の3分の2を占めていた。ほかに、日帰り入浴も可能な温泉浴場も備えている。

### 甲府記念日ホテルに
2018年7月、愛知県に本拠を置く海栄RYOKANSグループの「ドルフィン・ワークス」が、甲府富士屋ホテルを取得。2019年3月31日を以て、甲府富士屋ホテルとしての営業を終了し、改装を経て、4月10日に「甲府記念日ホテル」と改称して再オープンした。経営権の変更によって、甲府富士屋ホテルの従業員約半数は、甲府記念日ホテルに引き継がれた。

### エピソード
元々この土地は、1937年（昭和12年）に開業した「昇仙峡ホテル」（1942年（昭和17年）に「昇仙閣」と改名）が存在した土地である。1962年（昭和37年）に国際興業が昇仙閣を買収し営業を継続していたが、リニューアルのため1988年（昭和63年）に一度営業を終了し、前述の通り翌年に現在のホテルとして再オープンしている。なお「昇仙閣」の名前は2020年現在もホテル1階の宴会場の名称として引き継がれている。
今上天皇と皇后が皇太子・同妃時代に山梨県で開催された国民体育大会参席のため宿泊している。
甲府富士屋ホテル時代に金萬福が開業から数年の間、料理長を務めていた。

## アクセス
- 甲府駅バスターミナル3・4番乗り場より山梨交通バス01、02、03、04、05、06、08、26、34、56、58、60、65、70、72、82、99系統に乗車、湯村温泉入口バス停下車、徒歩3分
- JR韮崎駅より山梨交通バス08系統「一高経由 甲府駅」行きに乗車、湯村ショッピングセンターバス停下車、徒歩3分
- 中央高速バスがホテル前に乗り入れ（2024年現在は午前中に当ホテル発が2便、午後に新宿発が2便のみ）
- クリスタルライナーがホテル前に乗り入れ
- JR甲府駅よりタクシーで15分
- JR竜王駅よりタクシーで10分
- 中央自動車道甲府昭和インターチェンジより車で15分
- 中央自動車道双葉スマートインターチェンジより車で15分